# Dasyhelea semistriata
Dasyhelea semistriata är en tvåvingeart som beskrevs av Maurice Emile Marie Goetghebuer 1921. Dasyhelea semistriata ingår i släktet Dasyhelea och familjen svidknott. Inga underarter finns listade i Catalogue of Life.